# Sigurd (Oper)
Sigurd ist eine Oper in vier Akten und neun Bildern von Ernest Reyer auf ein Libretto von Camille du Locle und Alfred Blau. Die Handlung basiert auf dem Nibelungenlied und weist einige Parallelen zu Richard Wagners Götterdämmerung aus dem Ring des Nibelungen auf. Die Uraufführung erfolgte am 7. Januar 1884 im Théâtre la Monnaie in Brüssel.

## Handlung
Die Handlung spielt in Worms und Island zu Zeiten Attilas im 5. Jahrhundert.
Hilda, die Schwester des Burgunderkönigs Gunther, liebt insgeheim den Helden Sigurd. Deshalb schlägt sie die ihr angebotene Hand Attilas aus. Als Sigurd in Worms erscheint, reicht ihm Hildas Amme Uta einen verzauberten Liebestrank, der ihn nun seinerseits in Hilda verliebt macht. Sigurd und Gunther schwören sich ewige Treue, und Sigurd verpflichtet sich, Gunther und Hagen nach Island zu begleiten, wo Gunther die Walküre Brunehild für sich gewinnen will. Diese ist auf Geheiß Odins aus dem Himmel dorthin verbannt worden, weil sie verbotenerweise einem Sterblichen, Sigurd, im Kampf beigestanden hatte. Als Gunther verkleidet gelingt es Sigurd, den Zauber um Brunehilds Palast zu brechen und die Walküre zu befreien. In Worms angekommen, wird Brunehild in dem Glauben gelassen, Gunther habe sie befreit und werde sie zu seiner Frau machen. Sigurd hingegen fordert als Lohn für seinen Dienst die Hand Hildas.  Nach der Doppelhochzeit verrät Hilda gegenüber Brunehild, dass nicht Gunther, sondern Sigurd, der Retter war. Brunehild löst daraufhin den Zauber des Liebestranks und lässt Sigurd erkennen, dass sie die für ihn bestimmte Frau ist. Als Gunther und Hagen dies beobachten, fordert Hagen Sühne für den vermeintlichen Verrat Sigurds und tötet ihn. Erst im Tod finden Brunehild und Sigurd zusammen.

### Erster Akt. Worms
Große Halle der Burg Gunthers

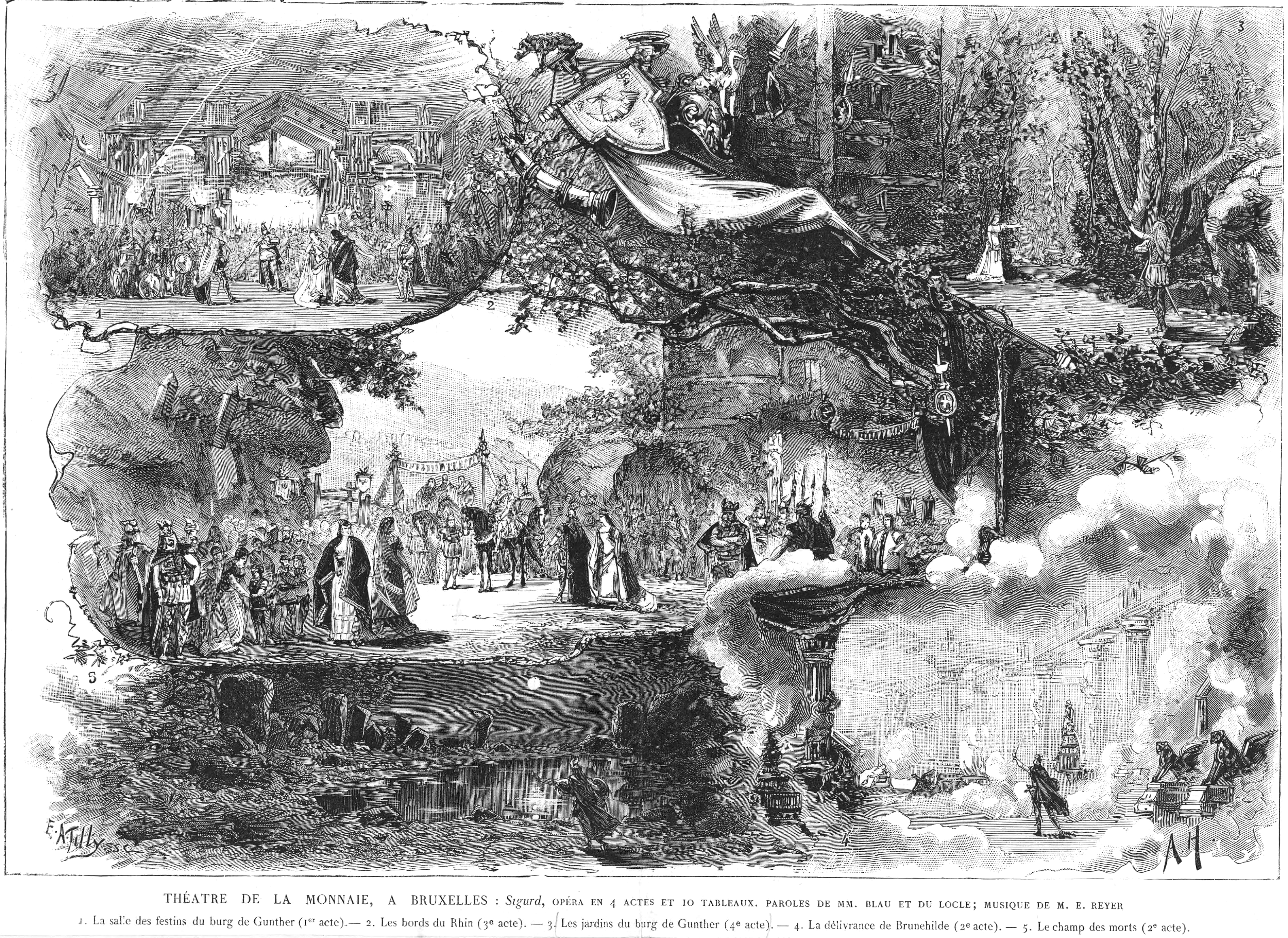
1. Festsaal der Burg Gunthers (1. Akt).
2. Rheinufer (3. Akt).
3. Gärten der Burg Gunthers (4. Akt).
4. Die Befreiung Brunehilds (2. Akt).
5. Das Totenfeld (2. Akt)

Szene 1. Die Frauen der burgundischen Krieger, Gunthers Schwester Hilda, ihre Amme Uta und Gefolge preisen König Gunther, der sich auf einen neuen Kriegszug vorbereitet. Während alle feiern, grübelt Hilda über einen Traum nach, in dem ein von ihr aufgepäppelter Milan nach seiner Freilassung von einem Adler gerissen wurde. Uta erläutert ihr den Traum: Der Milan stehe für einen edlen Bräutigam, dem Gefahr durch einen Rivalen drohe. Hilda erklärt, dass sie für immer auf die Liebe verzichten wolle. Sie liebe aussichtslos den Helden Sigurd und habe bereits die Werbung Attilas zurückgewiesen. Die Gesellschaft löst sich auf.
Szene 2. Uta verspricht Hilda einen Liebestrank, mit dem sie Sigurd sicher für sich gewinnen werde.
Szene 3. Nach einem anstrengenden Ausflug erscheint König Gunther mit seinem Gefolge. Bei ihm befinden sich Hagen, ein Barde, Rudiger und die anderen Gesandten König Attilas. Diener tragen Fackeln, und Tische werden hereingebracht, um das Fest vorzubereiten. Gunther bekräftigt sein Bündnis mit Attila und bringt einen Trinkspruch auf ihn und seine Gesandten an. Gunther hat sich vorgenommen, Brunehild als Gattin zu gewinnen. Auf sein Bitten trägt Hagen das Lied dieser von Odin verbannten Walküre vor, die sich schlafend auf Island in einem Palast aus feurigen Mauern befindet. Nur der mutigste Krieger könne die Flammen durchdringen, um sie zu wecken und zur Frau zu erhalten.
Szene 4. Hilda und Uta gesellen sich mit ihrem Gefolge zu den Feiernden. Rudiger und seine Begleiter drängen Hilda erneut, Attilas Werben nachzugeben – doch diese schweigt und wirft sich Schutz suchend in die Arme ihres Bruders. Gunther erklärt, dass man Hildas Entscheidung akzeptieren müsse. Er ruft zu einer neuen Trinkrunde auf. Trompeten erschallen. Hagen erkundigt sich nach der Ursache und meldet dann die Ankunft eines stolzen Ritters in glänzender Rüstung.
Szene 5. Gunther sitzt auf seinem Thron unter einem Baldachin mit Hilda an seiner Seite, umgeben von seinen Kriegern. Unter Trompetenklängen erscheint Sigurd in voller Rüstung. Er hat von Gunthers Plan, Brunehild zu gewinnen, gehört und fordert ihn auf, diesen aufzugeben, da er selbst dieses Ziel habe. Die Ritter und Gunther sind zunächst empört über seine hochmütigen Worte, doch der Ankömmling stellt sich als Sigurd, Sohn König Sigemons vor. Dieser Name ist Gunther wohlbekannt, denn Sigurd hatte einst seine Schwester aus Feindeshand gerettet. Er verzichtet auf einen Kampf und beide schwören sich ewige Freundschaft. Hilda überreicht Sigurd ein Trinkglas, um den Bund zu besiegeln – es ist der Liebestrank Utas. Rudiger gibt Hilda im Namen Attilas ein Armband als Abschiedsgeschenk. Unterdessen verspürt Sigurd bereits die Auswirkungen des Tranks. Er verspricht Gunther, ihm bei der Eroberung der Walküre zu helfen, fordert aber im Gegenzug einen anderen Lohn, den er nach ihrer Rückkehr nennen werde.

### Zweiter Akt. Island
Erstes Bild. Heiliger Wald am Meeresufer. Ein Opferaltar unter einer großen Linde
Szene 1. Unter den Gesängen der Priester und des Volks bringt der Hohepriester Odins dessen Gattin Fréja eine Krone als Opfer dar.
Szene 2. Gunther erscheint unter seinem Baldachin mit Hagen, seinen Kriegern und dem bewaffneten Sigurd. Trompeten erschallen. Der Hohepriester fragt nach dem Grund für ihr Eindringen, und Sigurd, Gunther und Hagen erklären, dass sie aus dem Rheinland angereist seien, um die schlafende Walküre zu wecken. Der Hohepriester und die anderen Isländer warnen sie vor dem sicheren Tod, der ihnen durch die magischen Wesen dieses Orts drohe – doch die Burgunden lassen sich nicht abschrecken. Daraufhin verkündet der Priester das Wort Odins: Brunehilds Zauber könne nur ein einziger Held lösen, der im dunklen Tal das heilige Horn erklingen lasse. Er müsse reiner als der Anbruch eines schönen Tages sein und dürfe weder unter dem Joch einer Frau gestanden noch jemals Liebesworte geflüstert haben. Sigurd fordert ihn auf, ihm das heilige Horn Odins zu bringen. Einer von ihnen werde sich auf den Weg machen. Die Priester und das Volk verschwinden zwischen den Bäumen.
Szene 3. Sigurd erklärt seinen Begleitern, dass er die Aufgabe auf sich nehmen wolle. Es sei offensichtlich, dass Odin mit seiner Beschreibung ihn gemeint habe. Damit Brunehild ihn nicht erkenne, werde er mit Gunther die Rüstung tauschen und das Visier verschlossen halten. Dann werde er sie Gunther als Jungfrau übergeben.
Szene 4. Priester und Volk kehren mit dem heiligen Horn zurück. Der Hohepriester übergibt es Sigurd und erklärt: Sobald um ihn herum die Geister heulen, müsse er es dreimal erklingen lassen. Dann werde sich der Palast erheben. Falls Sigurd erfolgreich sein sollte, müssten sie schnellstens wieder abreisen, um der Rache der Geister zu entgehen. Während der Vorhang niedergeht, entfernt sich der Chor. Sigurd bleibt allein zurück.
Zweites Bild. Das Totenfeld „Folkranger“
Eine düstere mit Dolmen und anderen Druidensteinen durchsetzte Ebene. Im Hintergrund ein mit Trauerbäumen umgebener See.
Szene 5. Sigurd nimmt seinen Mut zusammen. Er gedenkt Hildas, ruft die Elfen, Kobolde und Geister herbei und bläst zum ersten Mal in das Horn.
Szene 6. Der Himmel verdunkelt sich, es donnert, und der Wind pfeift durch die Bäume. Die drei Nornen zeigen sich am Seeufer. Sie haben Tränen in den Augen und waschen weiße Kleidungsstücke, die sie zu verderben scheinen. Sie erklären Sigurd durch Gesten, dass es sich um das für ihn bestimmte Leichentuch handelt. Dann verschwinden sie im See. Sigurd setzt das Horn zum zweiten Mal an, doch plötzlich erscheinen unter Blitzgewitter bewaffnete Walküren von allen Seiten und versuchen, es ihm zu entreißen. Er bekämpft sie beherzt, doch nun greifen auch Kobolde und andere Geister an. Schließlich gelingt es Sigurd, sich an einen Felsen zu lehnen und in das Horn zu blasen.
Szene 7. Der See ist nun in ein sanftes Licht getaucht. Die Walküren und Kobolde sind verschwunden. Nixen erheben sich langsam aus dem See und dem Schilf, während Elfen aus dem Wald kommen. Sie umarmen Sigurd und versuchen ihn tanzend in den See zu drängen. Sigurd widersteht. Eine Elfe stiehlt ihm das Horn und entflieht damit. Sigurd reißt sich los und versucht, das Horn zurückzuerhalten. Unter Donner und Blitzen erscheinen die Walküren und Kobolde erneut. Trotzdem gelingt es Sigurd, sich zwischen den Schwertern der Walküren hindurchzuwinden und der Elfe das Horn wieder zu entreißen. Er bläst zum dritten Mal hinein. Nach einem Donnerschlag tost der Wind erneut auf. Die drei Nornen kehren zurück, um Sigurd zu dem flammenden Palast zu führen, der sich allmählich aus dem See erhebt. Auf ein Zeichen der Nornen stürzt dessen Mauer ein und gibt den Blick auf einen prachtvollen Saal frei.

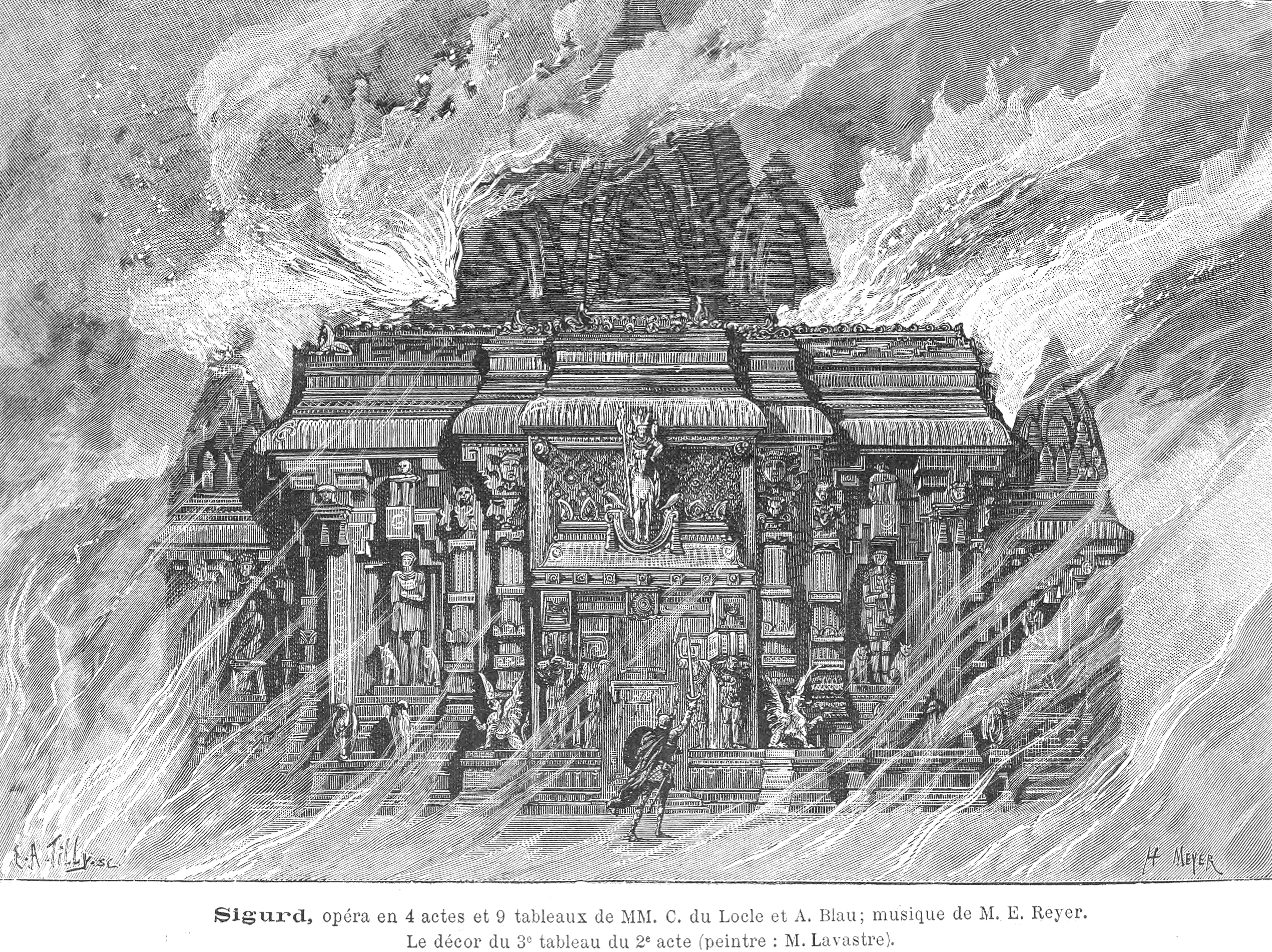
Zweiter Akt, drittes Bild. Sigurd vor dem Flammenpalast

Drittes Bild. Ein Saal eines verzauberten Palasts
Die drei Nornen bringen Sigurd zur schlafenden Brunehild. Er senkt sein Visier und weckt sie. Brunehild erhebt sich. Sie grüßt ihren Befreier, schenkt ihm ihren Gürtel als Liebesbeweis und fordert ihn auf, sie mit sich in sein Heim zu führen. Dann schläft sie in seinen Armen ein und sinkt mit ihm auf das Bett zurück. Sigurd denkt an seinen Freund Gunther und legt sein Schwert zwischen sich und Brunehild. Dann beschwört er die besiegten Geister, sie zur Burg Gunthers zu tragen.
Viertes Bild

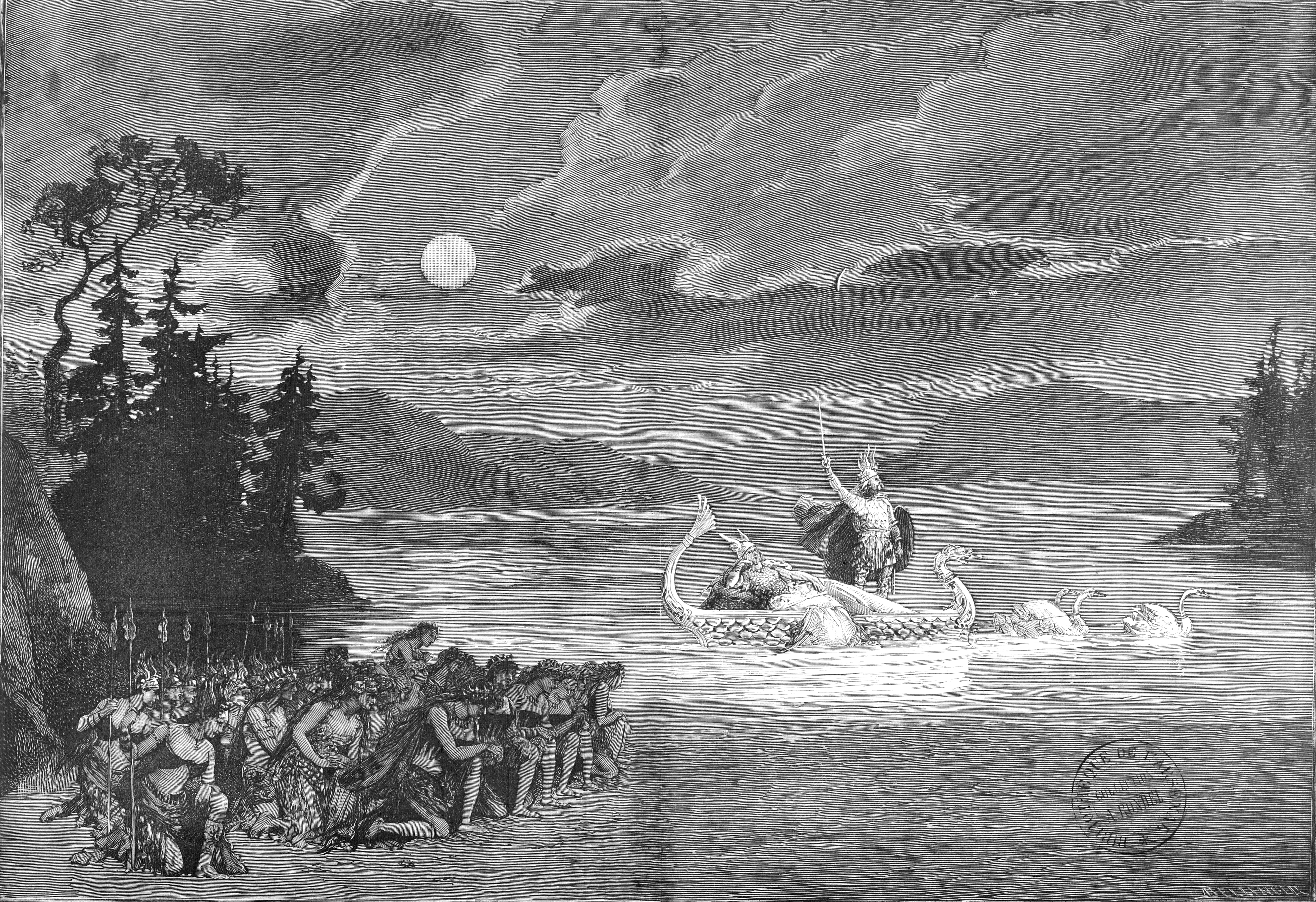
Zweiter Akt, viertes Bild, Sigurd und Brunehild in der Kristallgondel

Der magische Palast wird wieder vom See verschlungen. Das Bett mit Sigurd und Brunehild verwandelt sich in eine Kristallgondel und wird von den drei nun in Schwäne verwandelten Nornen fortgezogen. Die Landschaft hat ihren düsteren Charakter verloren und wird von einem magischen Licht erleuchtet. Die Nixen, Elfen und Kobolde tanzen auf dem Gras. Der Vorhang senkt sich.

### Dritter Akt. Worms
Erstes Bild. Ein Garten der Burg Gunthers
Szene 1. Ein unsichtbarer Chor ruft den noch schlafenden Gunther, um ihm die Rückkehr Sigurds zu melden. Uta und Hilda schleichen sich zwischen den Bäumen heran, um das Geschehen heimlich zu beobachten.
Szene 2. Gunther erwacht allmählich. Während die Sonne aufgeht, erscheint Sigurd mit der noch immer schlafenden Brunehild im Hintergrund der Szene. Er teilt Gunther mit, dass er seinen Schwur gehalten habe. Brunehild werde bald als seine Braut aufwachen. Er selbst erwarte nun seine Belohnung. Sigurd entfernt sich und lässt Brunehild bei Gunther zurück.
Szene 3. Während sich der unsichtbare Chor von der ehemaligen Walküre verabschiedet, wendet sich Gunther Brunehild zu. Diese erwacht in Erwartung, ihren Gatten zu erblicken. Zunächst bezweifelt sie, dass Gunther ihr Befreier sein soll. Doch als er sich als König der Burgunden vorstellt, akzeptiert sie ihn als künftigen Ehemann und Herrn. Gunther triumphiert.
Szene 4. Von der rechten Seite erscheinen Hilda und Uta. Während Hilda bereits in Freude über die Gegenliebe Sigurds schwelgt, hat Uta böse Vorahnungen und mahnt, dass niemand von ihrem Geheimnis (dem Liebestrank) erfahren dürfe.

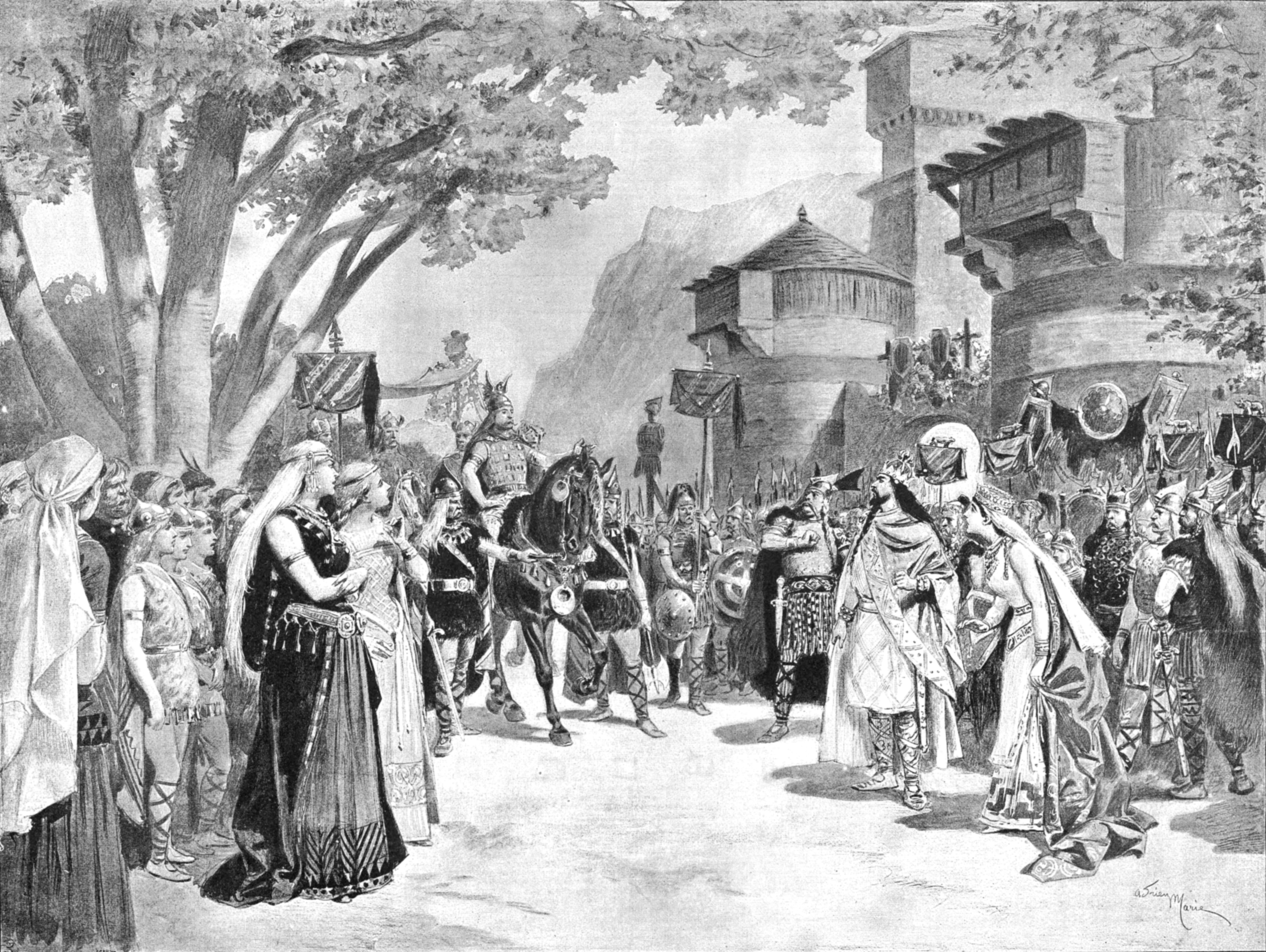
Dritter Akt, zweites Bild. Sigurds Einzug vor dem Schloss

Zweites Bild. Eine große Terrasse vor dem Schloss Gunthers
Rechts das Schloss mit einem Tor und mehreren Eingängen. Links die Wohnhäuser der Bauern und große Bäume. Im Hintergrund der Rhein.
Szene 1. Holzfäller, Schiffsleute, Jäger und Fischer sowie die burgundischen Frauen und Kinder beginnen ihr Tagewerk, und auch die Krieger erwachen allmählich. Die Arbeiter entfernen sich in unterschiedliche Richtungen.
Szene 2. Hagen verlässt das Schloss, gefolgt von seinen Kriegern mit Trompeten und Bannern. Er lässt einen Hornruf erklingen, worauf sich die Bevölkerung wieder versammelt, um seine Neuigkeiten zu vernehmen. Hagen verkündet die bevorstehende Hochzeit des Königs mit der Walküre Brunehild und fordert die Anwesenden auf, der Braut einen triumphalen Empfang zu bereiten.
Szene 3. Der gesamte Hofstaat heißt Brunehild willkommen. Gunther und Brunehild nehmen auf einem Thron vor der Burg Platz. Brunehild erhält verschiedene Brautgeschenke nach germanischen Brauch: Pferde und Waffen von den Kriegern, Wolle und Spindeln von Hilda und den Frauen und Getreide von den Bauern. Sie bedankt sich freundlich. Hagen kündigt ein Turnier zur Unterhaltung an.
Divertissement. Nach dem Ballett erscheint auf dem Rhein ein blumengeschmücktes Boot. Gunther fordert Brunehild auf, mit ihm auf die andere Rheinseite überzusetzen, um dort die priesterliche Zeremonie durchzuführen.
Szene 4. Sigurd nähert sich zu Pferd mit seinem zahlreichen Gefolge, um seine versprochene Belohnung, die Hand Hildas, einzufordern. Nach deren Einverständnis akzeptiert Gunther seinen Wunsch. Er bittet Brunehild, Hildas und Sigurds Hände symbolisch zu vereinen. Als sie jedoch Sigurds Hand berührt, erklingt Donnergrollen. Sigurd erschreckt, da ihre Hand die seine zu verbrennen scheint. Gunther deutet dies als gutes Vorzeichen für eine Doppelhochzeit, doch Uta erkennt darin eine Warnung des Himmels. Sie bricht zusammen. Die beiden Paare steigen in das Boot und entschwinden.

### Vierter Akt. Worms
Erstes Bild. Eine Terrasse der Burg Gunthers
Links der Palast. Eine breite Treppe führt von den Gemächern der Königin herab. Der obere Teil der Stufen bildet eine Art Bogen oder Portikus. Ein großes Tor führt in den Palast. Rechts Bäume, ein Weg. Wälder am Horizont. Abend.
Szene 1. Die Frauen von Gunthers Kriegern schöpfen Wasser aus einer Quelle. Dienerinnen kommen aus dem Palast, um ebenfalls Gefäße zu füllen, die sie auf ihren Köpfen tragen. Sie berichten, dass im Palast die frühere Fröhlichkeit inzwischen der Traurigkeit gewichen sei, da Brunehild von einer mysteriösen Krankheit geplagt werde. Die Frauen ziehen sich zurück, als Brunehild aus dem Palast tritt und, von ihren Kammerfrauen gestützt,  langsam nach vorne kommt.
Szene 2. Brunehild lässt sich klagend an der Quelle nieder. Nachdem die Kammerfrauen wieder im Palast verschwunden sind, gedenkt sie ihrer alten Verbindung mit Sigurd, den sie einst in der Schlacht gerettet hatte – der Grund für ihre Verbannung. Sie wirft Odin vor, sie Gunther zur Frau gegeben zu haben, obwohl ihr Herz Sigurd gehört, und sehnt sich nach ewiger Dunkelheit.
Szene 3. Von Eifersucht überwältigt, zeigt Hilda Brunehild einen von Sigurd erhaltenen Gürtel. Brunehild erkennt ihn als ihren eigenen Jungfrauengürtel, den sie Sigurd im Flammenpalast überreicht hatte. Hilda verrät ihr, dass nicht Gunther sie erobert hatte, sondern Sigurd, und prahlt, dass Sigurd nie jemand anderen geliebt habe als sie, Hilda. Brunehild ist überzeugt, dass nur ein Zauber der Grund für seinen Sinneswandel sein konnte, denn Sigurd und sie seien von den Göttern vereint worden.
Szene 4. Mittlerweile ist die Nacht angebrochen. Gunther und Hagen kommen mit Fackeln tragenden Dienern aus dem Palast, um eine nächtliche Jagd auszurichten. Während die Diener die nötigen Vorbereitungen treffen, wirft Brunehild Gunther seinen Betrug vor. Sie beharrt darauf, dass Sigurd sie befreit habe, er ihr von den Göttern gegeben wurde und sie ihn liebe. Noch vor Tagesanbruch müsse entweder Sigurd oder Gunther sterben. Sie entfernt sich unter Drohgebärden und lässt Hilda, Hagen und Gunther erschrocken zurück, während im Hintergrund die Jäger zur Jagd rufen.
Szene 5. Hilda wirft sich Gunther zu Füßen und gesteht, dass sie Brunehild ihr Geheimnis verraten hat. Hagen führt sie fort.
Szene 6. Nachdem Hagen wieder zurückgekehrt ist, gibt er Sigurd die Schuld am Geschehenen, da er Hilda ihr Geheimnis verraten habe. Auch wegen seiner Liebe zu Brunehild müsse er sterben. Die beiden verstecken sich unter der Portikus, als sie Sigurd kommen sehen.
Szene 7. Belauscht von Hagen und Gunther erinnert Sigurd sich wieder vage an seine Beziehung mit Brunehild.
Szene 8. Brunehild erscheint wieder auf der Terrasse. Sie hat ihr Königinnenkleid durch einen mit Blumen, Verbenen und Salbei geschmückten Schleier vertauscht, der in der Lage ist, Zauber zu brechen. Sie überreicht Sigurd einige der Verbenen und fordert ihn auf, diese in die Quelle zu werfen und dabei einen Spruch nachzusagen. Sigurd gehorcht. Der Zauber schwindet, und Sigurd erinnert sich wieder seiner Liebe zu Brunehild. Er verspricht, Gunther in einem ehrenvollen Zweikampf zu besiegen. Gunther verlässt sein Versteck, ruft Hagen zu, dass Sigurd sterben müsse, und folgt Sigurd. Brunehild lehnt sich erschüttert gegen einen Felsen.
Szene 9. Brunehilds verzweifelter Ausruf „Sigurd wird sterben!“ lässt Hilda herbeieilen. Brunehild fleht sie an, sie in den Wald zu führen, um Sigurd zu retten. Doch Hilda will Sigurd lieber tot sehen als in den Armen einer Rivalin. Erst als Brunehild verspricht, sich von ihm loszusagen, ist sie bereit, ihr zu helfen. Plötzlich zuckt Brunehild zusammen. Gleichzeitig bricht hinter der Bühne Tumult aus. Brunehild spürt, dass Sigurd bereits tödlich getroffen ist.
Szene 10. Der sterbende Sigurd wird von seinen Begleitern herbeigetragen. Uta und die Frauen treten aus dem Palast. Alle beklagen den Tod des Helden. Dieser verlangt noch ein letztes Mal nach Brunehild, die erklärt, mit ihm gemeinsam sterben zu wollen.
Szene 11. Gunther und Hagen kommen hinzu. Als Gunther schwört, den Mörder zu strafen, entgegnet Hilda, dass er selbst der Mörder und ihm die Strafe der Götter sicher sei. Wenn die Horden Attilas sein Reich zerstören, werde sie über sein Schicksal lachen. Hagen zieht sein Schwert, um sie zu töten, wird aber von Gunther zurückgehalten. Hilda gibt Uta das von Attila erhaltene Armband und bittet sie, es ihm zurückzubringen, damit er die Rache ausführe.
Zweites Bild. Apotheose
Sigurd und Brunehild erheben sich allmählich auf einem Regenbogen in Odins Reich, das sich für sie öffnet. Sie sind endlich vereint. Ein himmlischer Chor verspricht ihnen das Ende ihrer Leiden. Unter den Wolken im Hintergrund der Bühne stützt sich Attila zwischen den Leichen burgundischer Krieger auf sein Schwert.

## Gestaltung
In ihrer strukturellen Anlage mit Tableaus und wenigen großen Musiknummern steht Sigurd in der Tradition der Grand opéra Giacomo Meyerbeers. Im zweiten und dritten Akt gibt es jeweils ein Ballett. Sigurd ist die erste französische Oper mit einem komplexen System von Leitmotiven. In deren Verwendung geht sie bereits deutlich über Wagners Lohengrin hinaus.:186 Der Musikstil erinnert dennoch weniger an Wagner als an Weber, Meyerbeer, Gounod oder Berlioz.
Die Orchesterbesetzung der Oper enthält die folgenden Instrumente:
- Holzbläser: Piccoloflöte, zwei Flöten (1 auch Piccolo), zwei Oboen (1 auch Englischhorn), zwei Klarinetten, vier Fagotte (1 auch Kontrafagott)
- Blechbläser: vier Hörner, vier Trompeten (2 auch Trompete à pistons), drei Posaunen, Tuba
- Pauken, Schlagzeug: Große Trommel, Becken, Triangel, Glocken in fis’’, gis’’, ais’’ und cis’’
- vier Harfen
- Streicher
- Bühnenmusik hinter der Szene: drei Hörner, zwei Hörner à pistons, vier Trompeten (2 auch Trompete à pistons), Schlagzeug (große Trommel, Tamtam)
- Bühnenmusik auf der Szene: vier Trompeten

## Werkgeschichte

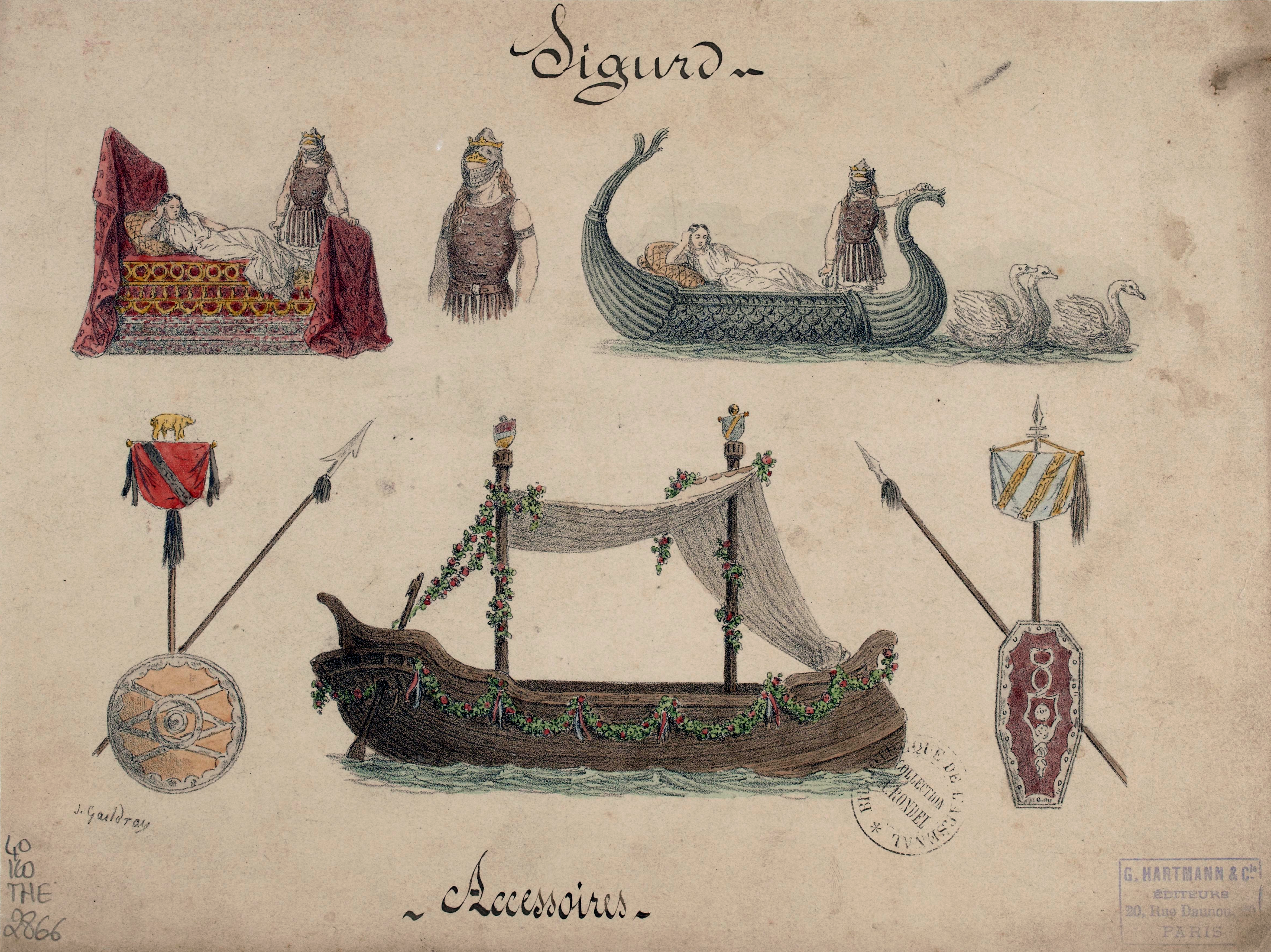
Accessoires, Paris 1885

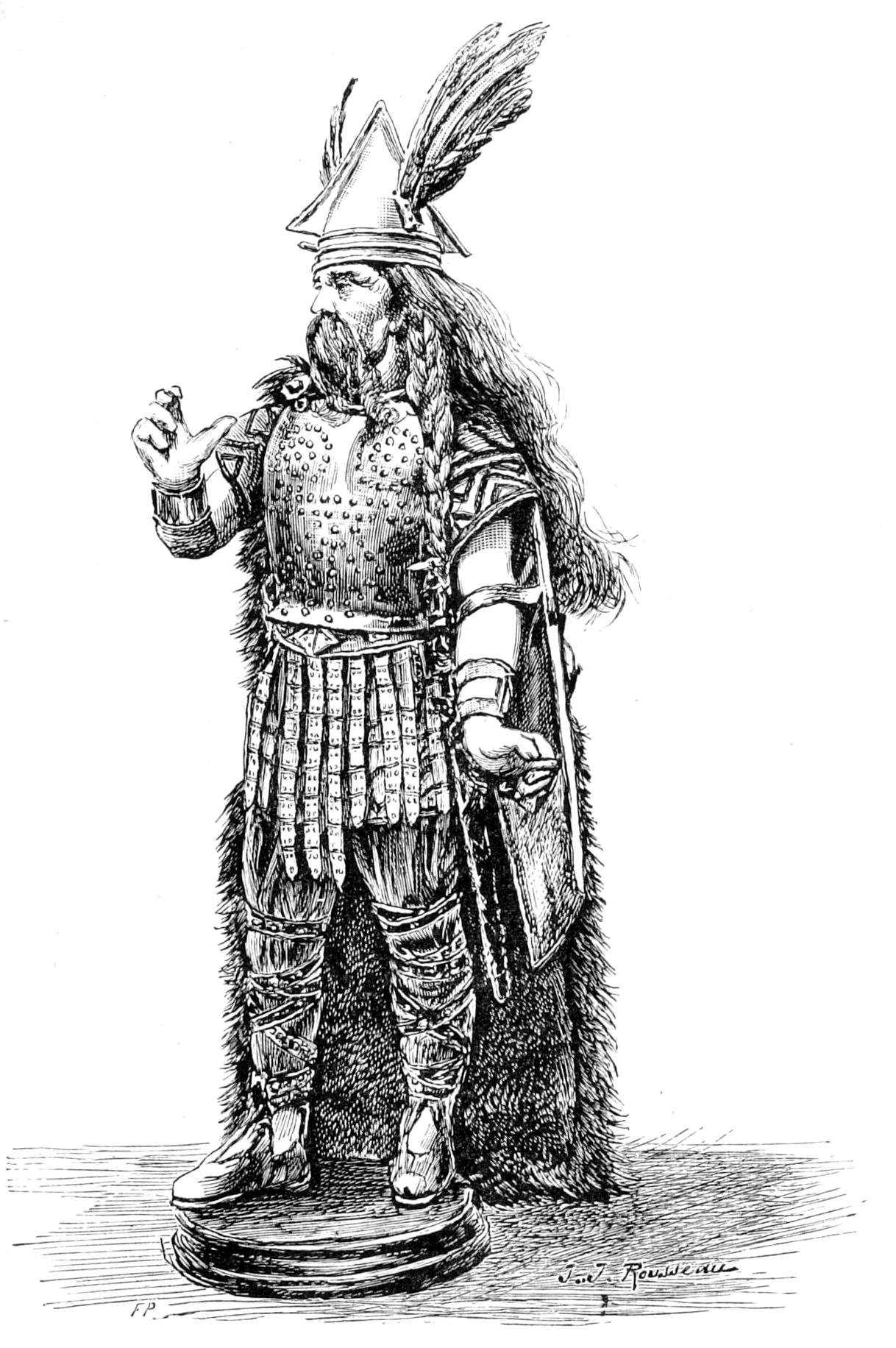
Kostüm des Hagen, Paris 1885

Erste Skizzen für das Libretto stammen von Michel Carré. Seine Urfassung enthält bereits die wesentlichen Elemente der Oper sowie einen Prolog „Im Himmel“. Er schied aber schon früh aus dem Projekt aus.:179 Das endgültige Libretto schrieben Camille du Locle und Alfred Blau. Grundlage bildeten Émile Louis Victor de Laveleyes französische Übersetzung des Nibelungenlieds, sowie für die Motive des zweiten Akts die Edda und die Völsunga saga. Weitere Elemente wie der Liebestrank, die Lauschszene im vierten Akt und Brunehilds Liebestod sind möglicherweise von Gottfried von Straßburgs Tristan oder Wagners Tristan und Isolde inspiriert. Wagners Projekt über dasselbe Sujet, Der Ring des Nibelungen, war Reyer zur Zeit der Komposition seines Sigurd lediglich durch Hörensagen bekannt, und man hatte ihm unsinnige Informationen darüber hinterbracht. So solle Wagners Oper eine Unterwasser-Szene enthalten und in einer neu erfundenen marinen Sprache geschrieben sein. Später versicherte Reyer, dass er damals keine neueren Werke Wagners als Lohengrin gekannt hatte.:185
Entstanden ab den 1860er Jahren war die Oper ursprünglich für die Pariser Oper gedacht. 1866 und 1870 wurden zwei Produktions-Vorschläge von der Pariser Oper zurückgewiesen, da sie szenisch nicht machbar waren. Teile der ersten drei Akte wurden jedoch mehrfach konzertant aufgeführt. Reyer beendete die Komposition erst, nachdem er 1883 vom Thêâtre de la Monnaie in Brüssel eine konkrete Zusage erhalten hatte.

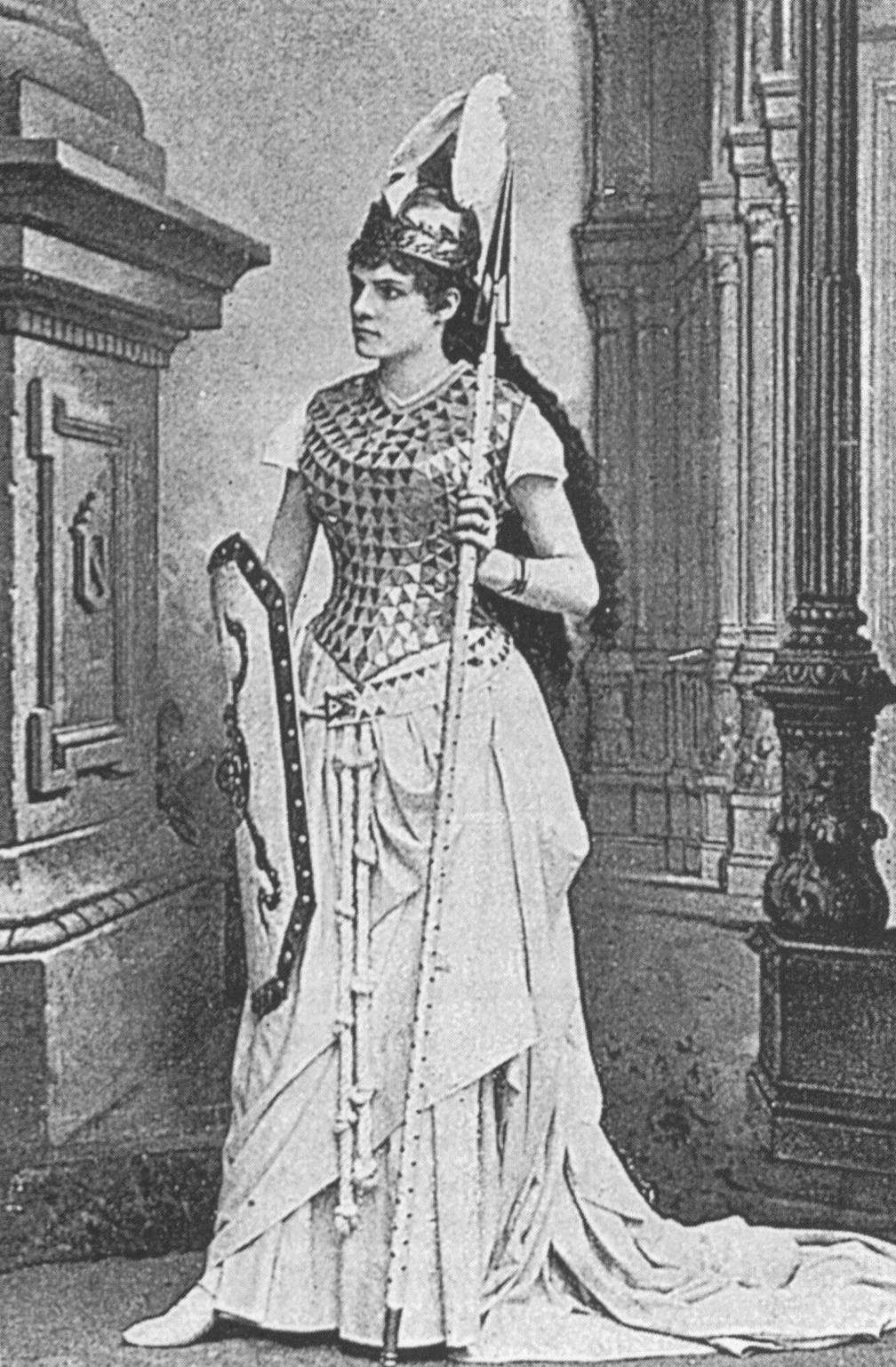
Rose Caron als Brunehild, Paris um 1899

Bei der Uraufführung am 7. Januar 1884 sangen in den Hauptrollen Rose Caron (Brunehild), Blanche Deschamps-Jéhin (Uta), M. Jourdain (Sigurd), Maurice Devriès (Gunther) und Léon Gresse (Hagen). Sie war ein großer Erfolg, der vor allem Rose Caron zu verdanken war.
Es folgten Inszenierungen in London (italienisch von Alberto Mazzucato), Lyon und Monte-Carlo. Schon 1885 gelangte Sigurd auf den Spielplan der Pariser Oper – bis 1890 noch in stark gekürzter Form. Dort erlebte sie bis Mitte des 20. Jahrhunderts mehrere Wiederaufnahmen. Sigurd wurde Reyers beliebteste Oper. Ein halbes Jahrhundert lang nutzten Heldentenöre und dramatische Soprane die Hauptrollen für ihre Debüts.

### Aufführungen
- 7. Januar 1884: Uraufführung am Thêâtre de la Monnaie in Brüssel
- 15. Juli 1884: Royal Opera House Covent Garden in London
- 15. Januar 1885: Opéra de Lyon
- 7. März 1885: Opéra de Monte-Carlo
- 12. Juni 1885: Opéra de Paris
- 24. Dezember 1891: New Orleans (USA)
- 30. Dezember 1891: 100. Vorstellung an der Opéra de Paris
- 26. Dezember 1894: Mailand, Teatro alla Scala
- 13. Januar 1905: Neueinstudierung an der Opéra de Paris
- 14. Oktober 1919: Opéra de Nancy (zur Eröffnung des Opernhauses)
- 1. Dezember 1923: Neueinstudierung an der Opéra de Paris
- 4. Dezember 1924: Opéra de Marseille
- 17. Oktober 1934: Neueinstudierung an der Opéra de Paris
- 22. Februar 1936: Neueinstudierung an der Opéra de Monte-Carlo
- 1963: Neueinstudierung an der Opéra de Marseille
- 7. Juli 1973: Radioübertragung durch den ORTF
- 6. Mai 1994: Opéra de Montpellier
- 1995: Neueinstudierung an der Opéra de Marseille
- 6. Oktober 2013: Konzertante Aufführung in der Victoria Hall Genf
- 30. Januar 2015: Deutsche Erstaufführung am Theater Erfurt
- 14. Oktober 2019: Opéra de Nancy (konzertant)

## Diskografie
- Malibran Music, Dom Disques: Verschiedene Ausschnitte, entstanden zwischen 1910 und 1934, mit Cesar Vezzani, Marcel Journet, Marjorie Lawrence, Germaine Lubin u. a. (1 CD, 74 min.)
- Le Chant du Monde, Harmonia Mundi LDC 27891719: Konzert des ORTF, kommerzielle Studioaufnahme von 1973, 3 CD, 191 min., Dirigent: Manuel Rosenthal, mit: Guy Chauvet (Sigurd), Robert Massard (Gunther), Jules Bastin (Hagen), Ernest Blanc (Priester), Andréa Guiot (Brunehild), Andrée Esposito (Hilda), Denise Scharley (Uta), Bernard Demigny (Rudiger), Jean Dupouy (Irnfrid), Claude Méloni (Hawart), Jean Louis Soumagnas (Ramunc), Nicolas Christou (Barde)
- Radioübertragung der konzertanten Aufführung beim Montpellier Festival am 6. August 1993, 176 min., Dirigent: Günter Neuhold, mit: Chris Merritt (Sigurd), Monte Pederson (Gunther), Alain Vernhes (Hagen), Marcel Vanaud (Priester), Valérie Millot (Brunehild), Michèle Lagrange (Hilda), Hélène Jossoud (Uta), Wojtek Smilek (Barde)
- Inoffizieller Mitschnitt einer Vorstellung in Marseille vom 22. Juni 1995, 182 min., Dirigent: Dietfried Bernet, mit: Alberto Cupido (Sigurd), Jean-Philippe Lafont (Gunther), Antoine Garcin (Hagen), Jean-Marc Ivaldi (Priester), Françoise Pollet (Brunehild), Cécile Perrin (Hilda), Viorica Cortez (Uta)
- Radioübertragung vom 23. November 2013 einer konzertanten Aufführung in Genf (6. Oktober 2013), 164 min., Dirigent: Frédéric Chaslin, mit: Andrea Carè (Sigurd), Boris Pinkhasovich (Gunther), Tiji Faveyts (Hagen), Khachik Matevosyan (Priester), Anna Caterina Antonacci (Brunehild), Anne Sophie Dupreis (Hilda), Marie-Ange Todorovitch (Uta), Nicolas Carré (Rudiger), Nicolas Courjal (Barde)
- Radioübertragung vom 21. Februar 2015 einer Aufführung in Erfurt (30. Januar 2015), Dirigentin: Joana Mallwitz, mit: Marc Heller (Sigurd), Kartal Karagedik (Gunther), Vazgen Ghazaryan (Bass), Juri Batukov (Priester), Máte Sólyom-Nagy (Barde), Ilia Papandreou (Brunehild), Marisca Mulder (Hilda), Katja Bildt (Uta)[5]